# 雨宮真人
雨宮 真人（あまみや まこと、1942年 - ）は、日本の情報工学者。九州大学名誉教授。元電子情報通信学会副会長。

## 人物・経歴
福岡県立修猷館高等学校を経て、1967年九州大学工学部電子工学科卒業。1969年九州大学大学院工学研究科電子工学専攻修士課程修了、日本電信電話公社入社。1978年九州大学工学博士。1988年九州大学大学院総合理工学研究科教授。1993年情報処理学会論文賞受賞。2000年電子情報通信学会フェロー。自然言語処理や並列処理の先駆的研究が評価され、2003年情報処理学会フェロー。2005年電子情報通信学会情報・システムソサイエティ会長。2006年電子情報通信学会副会長。

## 著書
- 『コンピュータアーキテクチャ』（田中譲と共著）オーム社 1988年
- 『コンピュータシステムの基礎』岩波書店 2000年